# International Paper
International Paper (IP) es una empresa estadounidense fundada en 1898 con sede en Memphis, Tennessee. La empresa forma parte del índice S&P 500 de la Bolsa de Nueva York.
International Paper es el segundo mayor fabricante de materiales para envases del mundo y el mayor propietario de superficies para la tala de madera de los Estados Unidos.
La empresa tiene una plantilla de aprox. 83.000 empleados.
International Paper se creó en 1898 resultando de la fusión de 17 fábricas de papel y cartón del noreste de los Estados Unidos.
International Paper adquirió en 1986 la empresa HammerMill Paper Company y en 1988 la firma Masonite Corporation. En 1989 adquirió la empresa alemana Zanders Feinpapiere y la papelera francesa Aussedat Rey. Además, International Paper tiene una participación en la empresa petrolífera chilena Copec.
International Paper es el mayor fabricante del mundo de cubertería y tazas de plástico para los restaurantes de comida rápida McDonald's, Wendy's y Subway.
En febrero de 2007 International Paper vendió su división de envases para bebidas conocida bajo el nombre Evergreen al millonario neozelandés Graham Hart.